# Levon Helm
Mark Lavon „Levon“ Helm (26. května 1940 Elaine, Arkansas, USA – 19. dubna 2012 New York City, New York, USA) byl americký hudebník, skladatel, herec a hudební producent. Ovládal mnoho nástrojů, jako jsou mandolína, kytara, baskytara, harmonika a banjo, nejvíce se však proslul jako bubeník skupiny The Band. 17. dubna 2012 jeho rodina oznámila, že je jeho nemoc již v hodně závažném stádiu, zemřel 19. dubna téhož roku ve věku 71 let. Na jeho smrt okamžitě reagovali například Sheryl Crow, The Black Keys i jeho někdejší spoluhráč Bob Dylan.

## Diskografie

### Sólová a ostatní
- Levon Helm & the RCO All-Stars (1977)
- Levon Helm (1978)
- American Son (1980)
- Levon Helm (1982)
- The Ties That Bind (1999)
- Souvenir, Vol. 1 (2000) – Levon Helm & The Crowmatix
- Midnight Ramble Sessions Volume I (2005)
- Midnight Ramble Sessions Volume II (2005)
- Levon Helm & the RCO All Stars Live (2006) – Levon Helm Studios
- Dirt Farmer (2007)
- Electric Dirt (2009)
- Ramble at the Ryman (2011)
- The Lost Notebooks of Hank Williams (2011) – různí umělci

### s The Band
- Music from Big Pink (1968)
- The Band (1969)
- Stage Fright (1970)
- Cahoots (1971)
- Rock of Ages (1972)
- Moondog Matinee (1973)
- Planet Waves (w/ Bob Dylan) (1974)
- Before the Flood (w/ Bob Dylan) (1974)
- Northern Lights – Southern Cross (1975)
- The Basement Tapes (w/ Bob Dylan) (1975)
- Islands (1977)
- The Last Waltz (1978)
- Jericho (1993)
- High on the Hog (1996)
- Jubilation (1998)

## Filmografie
- Poslední valčík (1978)
- První dáma country music  (1980)
- Správná posádka (1983)
- The Dollmaker (1984)
- Smooth Talk (1985)
- End of the Line (1987)
- Zůstat spolu (1989)
- Líbánky bez ženicha (1996)
- Tajný agent Jack T. (1997)
- Tři pohřby (2005)
- Odstřelovač (2007)
- V elektrizující mlze (2009)